# Атия (мать Октавиана)
Атия, также известная как Атия Бальба Цезония (лат. Atia Balba Caesonia), (85 до н. э. — 43 до н. э.) — племянница Юлия Цезаря, мать императора Октавиана Августа.

## Происхождение
Атия была средним ребёнком в семье Юлии Младшей, сестры Гая Юлия Цезаря, и претора 60 года до н. э. Марка Атия Бальба, двоюродного брата Гнея Помпея Великого. Всего в этой семье было трое детей. Наиболее распространена версия, что все они были девочки; но согласно Р. Сайму, у Бальба и Юлии были мальчик — Марк Атий Бальб (промагистрат 38 до н. э.) — и две девочки, Атия Старшая и Атия Младшая.

## Имя
Антиковед XIX века Леонард Шмиц писал, что фамильное имя Атии, дочери Марка Атия Бальба и матери императора Августа, неизвестно. В публикациях XXI века её иногда называют Атия Бальба Цезония (лат. Atia Balba Caesonia) без указания первоисточника.

## Биография
Около 70 года до н. э. Атию выдали замуж за Гая Октавия, ставшего претором в 61 году. Для Октавия это был второй брак. От первой жены, Анхарии (к тому моменту она, по-видимому, умерла) у него уже была дочь, Октавия Старшая. В 69 году Атия родила дочь, Октавию Младшую, а в 63 году — сына, Гая Октавия Фурина, который позже был усыновлён Цезарём, а в 27 году принял имя Август. В 59 году Гай Октавий умер на пути в Рим.
Примерно в 57 году до н. э. Атия вторично вышла замуж — за вдовца Луция Марция Филиппа, консула 56 года. В браке она занималась воспитанием своих детей и двоих детей Луция Марция от первого брака. В 43 году (в августе или сентябре), во время первого консульства своего сына, Атия умерла. Октавиан устроил пышные похороны и игры в память о ней.
Пасынок Атии, Луций Марций Филипп, позже женился на её младшей сестре, Атии Бальбе Терции.
Атия не оказывала никакого влияния на политические дела своих мужей и сына. Известно, что она безуспешно уговаривала сына отказаться от чести быть наследником Юлия Цезаря.
Публий Корнелий Тацит характеризует Атию как одну из «исключительно религиозных и нравственных, самых восхитительных матрон республики».

## Атия в искусстве
Атия является одним из ключевых персонажей телесериала «Рим», однако персонаж Атии в сериале существенно расходится с описанием жизни римской матроны в источниках. Образ больше соответствует исторической роли и характеру третьей жены Марка Антония Фульвии.